# George Baden-Powell
Pour les articles homonymes, voir Baden Powell, Baden et Powell.
Sir George Smyth Baden-Powell (1847-1898) est un officier de marine et homme politique britannique.

## Biographie
Fils du mathématicien Baden Powell, il est le frère de Robert Baden-Powell, Baden Baden-Powell, Warington Baden-Powell et Agnès Baden-Powell. Il est aussi l'oncle de Betty Clay et Peter Baden-Powell et le grand-oncle de Robert Baden-Powell et Michael Baden-Powell. Il est le père de Donald Ferlys Wilson Baden-Powell.
Le 19 août 1896, de retour d'une expédition en Nouvelle-Zemble sur le yacht Otavia, il rencontre à Hammerfest Fridtjof Nansen qu'il prend à son bord.